# Epania kostali
Epania kostali är en skalbaggsart som beskrevs av Holzschuh 2007. Epania kostali ingår i släktet Epania och familjen långhorningar. Inga underarter finns listade i Catalogue of Life.